# Contea di Oconee (Georgia)
La contea di Oconee (in inglese Oconee County) è una contea dello Stato della Georgia, negli Stati Uniti. La popolazione al censimento del 2000 era di 26 225 abitanti. Il capoluogo di contea è Watkinsville.